# Молочниця (селище)
Моло́чниця (рос. Молочница, ерз. Молочница) — селище у складі Зубово-Полянського району Мордовії, Росія. Входить до складу Сосновського сільського поселення.
Населення — 1423 особи (2010; 1489 у 2002).
Національний склад (станом на 2002 рік):
- росіяни — 54 %
- мордва — 34 %